# Jacques Baron
Cet article possède un paronyme, voir Jack Barron.
Pour les articles homonymes, voir Baron.
Jacques Baron, né à Paris 2e le 21 février 1905 et mort à Paris 18e le 30 mars 1986, est un poète surréaliste « salué par ses pairs comme le Rimbaud du surréalisme, un des rares à ne pas finir ni dans l'épicerie ni dans le gâtisme. »

## Biographie
Après avoir passé son enfance à Nantes (Loire-Atlantique), Jacques Baron s'installe à Paris vers 1920.
 
C'est à l'église de St-Julien-le-Pauvre, à l'occasion de la visite à travers Paris de lieux volontairement dérisoires organisée par les Dadas, le 14 avril 1921, qu'accompagné de Roger Vitrac, il rencontre Louis Aragon et André Breton.
Au mois d'octobre de la même année, la revue Aventure aux tendances dadaïstes et collégialement dirigée par Marcel Arland, René Crevel, Georges Limbour, Max Morise et Roger Vitrac, publie ses premiers poèmes.
Il collabore ensuite à la revue Littérature puis à La Révolution surréaliste.

En 1924, paraît le recueil L'Allure poétique salué par Aragon : « Il faut bien que celui qui saisit la poésie dans son essence soit le maître du phénomène qui la dissimulait, il faut qu'il éprouve cette maîtrise et qu'il restitue le contenu à sa limite, la poésie à la parole. »
« Nous regardons les cris vertigineux d'alcools
Tout le monde nous jette des fleurs d'acier
On voit
des gares
partout et toutes sont pareilles
Des boxeurs et des jeunes filles en tricot se tiennent par
la taille dans les terrains vagues
Ils lancent des fumées qui font tomber les étoiles
et s'en vont. »
En janvier 1927, il fait partie du groupe (Aragon, Breton, Benjamin Péret et Pierre Unik) qui adhère collectivement au parti communiste français. Cependant, le 11 mars 1929, il est exclu par Breton. Il se tourne alors vers le trotskisme, collabore à la revue de Boris Souvarine La Critique sociale et se rapproche de Georges Bataille. Il épouse la Roumaine Hélène Marguerite Dabija (1898-1984) dite « Gréty », dont il divorcera, et qui deviendra l'épouse de Wols en 1940.
« La tombe de Rosa Luxembourg est fermée
O tombe où le printemps bouleversant de nos âmes
déverse ses amours et sa réalité
 
Une tombe est fermée et tant d'autres s'entrouvrent
Des colombes enchantées iront porter les armes
à des mains magnifiques et parfaitement libres
Traces lumineuses de vos pas femme parfaite
Nous vous suivrons toujours
Merveilles de la foi. »
Outre des recueils poétiques, Jacques Baron a publié un roman Charbon de mer dans lequel il « rêve l'aventure d'un Arthur [ Rimbaud ] qui ne se serait pas fixé au Harrar et aurait voué son existence à l'amour ». Pour ce roman, il reçoit le Prix des Deux Magots en 1935.
En 1969, ses mémoires paraissent sous le titre L'An I du surréalisme où il évoque à la fois le témoignage de Victor Serge sur le communisme, les espoirs de Mai 68 et dépeint les fondateurs du mouvement surréaliste.
Marin dans la marine marchande, journaliste de radio, adversaire souriant des raseurs, Jacques Baron aimera à répéter que le surréalisme, « c'était la fête, vous savez... »
« Si comme on me l'a dit je dois changer de peau
Dans une autre vie
Je serais à vingt ans matelot au long cours
Et j'aimerais une femme qui ne m'aimerait
Peut-être pas
J'aurais du vague à l'âme pour la treizième fois »
« Il suppose le désir insecte
Avec les pétales de la fleur inconnue
Autour du premier souffle de la jeune fille
Qui répand vous savez bien sur le monde
Le désastre étourdi que je nomme insecte
 
Il fait son ménage dans ta mémoire
Couleur du temps cheval de course insecte »

## Œuvres
- L'Allure poétique, 1924
- Paroles, 1929
- Peines perdues, 1933
- Charbon de mer, roman, 1935, Prix des Deux Magots
- Le Noir de l'azur, 1946
- Je suis né…, 1952
- Les Quatre Temps, 1956, Prix Guillaume-Apollinaire
- L'Initiation sentimentale, 1956
- L'An I du surréalisme, 1969
- Nouveautés d'hiver, 1974

## Pour approfondir